# NGC 4856
NGC 4856 ist eine linsenförmige Radiogalaxie vom Hubble-Typ SB0-a im Sternbild Jungfrau auf der Ekliptik. Sie ist schätzungsweise 55 Millionen Lichtjahre von der Milchstraße entfernt und hat einen Durchmesser von rund 90.000 Lichtjahren. Vom Sonnensystem aus entfernt sich das Objekt mit einer errechneten Radialgeschwindigkeit von näherungsweise 1.400 Kilometern pro Sekunde. Sie ist die hellste Galaxie der kleinen Lyons Groups of Galaxies LGG 322.
Im selben Himmelsareal befinden sich unter anderem die Galaxien NGC 4877, NGC 4887, PGC 44267, PGC 44645.
Das Objekt wurde am 8. Februar 1785 von dem deutsch-britischen Astronomen Friedrich Wilhelm Herschel entdeckt.

## NGC 4856-Gruppe (LGG 322)
| Galaxie   | Alternativname | Entfernung/Mio. Lj |
| --------- | -------------- | ------------------ |
| NGC 4856  | PGC 44582      | 55                 |
| PGC 44812 | MCG -02-33-088 | 56                 |
| PGC 44982 | MCG -03-33-027 | 28                 |
| PGC 45359 | MCG -03-33-032 | 60                 |
| PGC 44701 | MCG -02-33-082 | 66                 |